# ۵ گاو
۵ گاو یک ستاره است که در صورت فلکی ثور قرار دارد.